# Технічний засіб обробки інформації
Техні́чний за́сіб обро́бки інформа́ції — технічний засіб, призначений для приймання, накопичення, зберігання, пошуку, перетворення, відображення та передавання інформації.
Можна виділити ряд програмних застосунків — комп’ютерних програм — для роботи з інформацією, в тому числі при науковому дослідженні. Їх можна поділити на:
- реферативні менеджери (див. zotero, cb2bib, JabRef та інші для прикладу)
- аннотатори (див. flpsed для прикладу)
- засоби набору «наукового»-структурованого тексту (див. Lyx) та створення презентацій (див. beamer)
- каталогізатори (не в «бібліографічному» сенсі, а як створення каталогу напрацювань — дослідних даних: гербарії, колекції фотознімків (мікро, рентген інші), інше)
- візуалізатори цифрової та іншої інформації (графопобудовувачі Engauge Digitizer)
- засоби оцифровування (графічної інформації Plot Digitizer, звуку, інше)